# Andy Goram
Andrew "Andy" Lewis Goram (Bury, 13 april 1964 – Airdrie, 2 juli 2022) was een Schots voetballer die dienstdeed als doelman.

## Clubcarrière
De loopbaan van Andy Goram begon in 1981 bij het Engelse Oldham Athletic, met als gevolg 195 competitiewedstrijden voor de club die op Boundary Park speelt. Oldham was destijds een Engelse tweedeklasser (Football League Second Division).
Andy Goram maakte nadien vooral furore als doelman van de Schotse topclub Rangers. Op Ibrox Park won hij vijf Schotse landstitels en drie Schotse bekers. Hij wordt van heinde en ver door supporters beschouwd als de beste doelman die ooit het shirt van Rangers heeft gedragen. Tussen 1991 en 1998 speelde hij ruim 200 officiële wedstrijden op Ibrox Park. Voordien stond hij onder de lat bij Hibernian van 1987 tot 1991. Daar slaagde hij er zelfs in een doelpunt aan te tekenen. Tegen Morton scoorde hij op 7 mei 1988 uit een doeltrap.
Goram verruilde Rangers in 1998 voor Engeland, waar hij aanvankelijk uitkwam voor Notts County en Sheffield United. Hij speelde echter zelden en keerde terug naar Schotland. Motherwell werd zijn volgende club. Hier keepte hij in 57 competitiewedstrijden. In het voorjaar van 2001 speelde hij twee wedstrijden op huurbasis bij Manchester United, dat dat seizoen de Premier League zou winnen. Tussen 2001 en 2002 kwam Goram in Engeland nog uit voor Coventry City en Oldham Athletic. Daarna keerde hij terug naar Schotland, waar hij voor Queen of the South en Elgin City uitkwam. In 2004 zette hij een punt achter zijn spelerscarrière die finaal in het slop raakte.

## Interlandcarrière
Andy Goram speelde 43 interlands in het Schots voetbalelftal. De doelman nam deel aan het wereldkampioenschap voetbal van 1986 in Mexico en 1990 in Italië. De Schotten kwamen telkens niet verder dan de (eerste) groepsfase. Over het algemeen stond Andy Goram in de schaduw van Jim Leighton, die eerste doelman was bij achtereenvolgens Aberdeen, Manchester United en Hibernian. Goram debuteerde op 16 oktober 1985 tegen de DDR. Sir Alex Ferguson was toen bondscoach.
Op het Europees kampioenschap voetbal 1992 in Zweden was Leighton er niet bij en werd Goram gepromoveerd tot eerste doelman. In die hoedanigheid speelde hij alle groepswedstrijden, waarna Schotland meteen veroordeeld was tot inpakken. Vier jaar later, op het Europees kampioenschap voetbal 1996, speelde Goram onder meer tegen Oranje op 10 juni 1996. Deze groepswedstrijd leverde geen winnaar op: 0–0. Bondscoach Craig Brown kon op Euro 1996 beschikken over twee keepers die van topniveau waren: Leighton en Goram. Leighton begon aan het toernooi als eerste doelman.
In 1998 kondigde Andy Goram aan te stoppen als international, toen Schotland in volle voorbereiding was op het wereldkampioenschap voetbal 1998 te Frankrijk. Brown zou Neil Sullivan en Jonathan Gould oproepen als reservedoelmannen achter Jim Leighton.

## Erelijst
Rangers
- Scottish Football League (5): 1991–92, 1992–93, 1994–95, 1995–96, 1996–97
- Scottish Cup (3): 1991–92, 1992–93, 1995–96
- Scottish League Cup (2): 1992–93, 1996–97

 Manchester United
- Premier League: 2000–01

 Queen of the South
- Scottish Challenge Cup: 2002–03

## Overlijden
Goram overleed na een kort ziekbed in het St Andrew's Hospice in Airdrie op 58-jarige leeftijd aan de gevolgen van slokdarmkanker.